# 동현중학교
동현중학교(東峴中學校)는 대한민국 부산광역시 금정구 부곡동에 있는 공립 중학교이다.

## 학교 연혁
- 1981년 12월 28일 : 동현중학교 설립인가
- 1982년 3월 1일 : 초대 양기재 교장 취임
- 1982년 3월 5일 : 개교 및 82년 입학식(11학급 687명)
- 1983년 3월 1일 : 보통 교실 18, 특별교실 증축 준공
- 1997년 10월 17일 : 교육부 지정 인성시범학교 발표
- 2004년 1월 12일 : 수학과 ICT활용 연구학교 지정(부산시교육청)
- 2005년 3월 1일 : 학교숲 가꾸기 녹색학교 운영
- 2005년 3월 29일 : 과학실 리모델링 완료
- 2006년 1월 4일 : 체육관 기공식
- 2006년 11월 14일 : 동현마루 개관식
- 2008년 11월 28일 : 2007, 2008폭력예방 정책 과기부 연구학교 운영
- 2012년 2월 28일 : 교과교실 구축(수학 4실, 영어 4실)
- 2012년 8월 31일 : 동현나래 구축
- 2018년 11월 22일 : 급식실 현대화
- 2023년 9월 1일 : 제20대 김태현 교장 부임
- 2025년 1월 2일 : 제41회 졸업식(64명, 누계 15,851명)
- 2025년 3월 4일 : 제44회 입학식(68명 4학급)

## 참고 자료
- 동현중학교 - 한국교육학술정보원 학교알리미